# Garizim
Garizim (în ebraică גְּרִזִים‎, transliterat: Grizim, în arabă Ǧabal Ǧarizīm, transliterat: Ǧabal Ǧarizīm) este un munte din teritoriile Palestiniene, situat deasupra orașului Nablus, socotit sfânt de samariteni. Pe Muntele Garizim a fost înființată o așezare evreiască numită Har Bracha